# Petrey (Alabama)
 Petrey, Alabama és una població dels Estats Units a l'estat d'Alabama. Segons el cens del 2000 tenia 63 habitants.

## Demografia
Segons el cens del 2000, Petrey tenia 63 habitants, 28 habitatges, i 15 famílies. La densitat de població era de 32,9 habitants/km².
Per edats la població es repartia de la següent manera: un 14,3% tenia menys de 18 anys, un 12,7% entre 18 i 24, un 22,2% entre 25 i 44, un 30,2% de 45 a 60 i un 20,6% 65 anys o més.
L'edat mediana era de 46 anys. Per cada 100 dones hi havia 90,9 homes. Per cada 100 dones de 18 o més anys hi havia 100 homes.
La renda mediana per habitatge era de 34.583 $ i la renda mediana per família de 50.833 $. Els homes tenien una renda mediana de 26.500 $ mentre que les dones 26.000 $. La renda per capita de la població era de 20.659 $. Cap de les famílies i el 5,4% de la població estaven per davall del llindar de pobresa.

## Poblacions més properes
El següent diagrama mostra les poblacions més properes.